# William Conrad
William Conrad, all'anagrafe William Cann (Louisville, 27 settembre 1920 – Los Angeles, 11 febbraio 1994), è stato un doppiatore, attore e regista statunitense conosciuto negli Stati Uniti per la sua decennale attività radiofonica (dalla fine degli anni trenta a inizio anni sessanta) caratterizzata dal timbro baritonale.
Come attore partecipò a un centinaio di produzioni nell'arco di cinquant'anni, ma deve la sua popolarità soprattutto ai ruoli di protagonista in due serie televisive di successo: Cannon (1971-1976), dove interpretava il detective Frank Cannon, e Due come noi (1987-1992), nel ruolo del procuratore Jason Lochinvar "Fatman" McCabe.
Morì a Los Angeles l'11 febbraio 1994 per scompenso cardiaco.
È sepolto al Forest Lawn Memorial Park, California.

## Premi e riconoscimenti
- 1997: inserito nella Radio Hall of Fame di Chicago

## Filmografia parziale

### Attore

#### Cinema
- I gangsters (The Killers), regia di Robert Siodmak (1946)
- Anima e corpo (Body and Soul), regia di Robert Rossen (1947)
- La donna del traditore (To the Victor), regia di Delmer Daves (1948)
- Le quattro facce del West (Four Faces West), regia di Alfred E. Green (1948)
- Il terrore corre sul filo (Sorry, Wrong Number), regia di Anatole Litvak (1948)
- Giovanna d'Arco (Joan of Arc), regia di Victor Fleming (1948)
- Fate il vostro gioco (Any Number Can Play), regia di Mervyn LeRoy (1949)
- Tensione (Tension), regia di John Berry (1949)
- I marciapiedi di New York (East Side, West Side), regia di Mervyn LeRoy (1949)
- Appuntamento con la morte (One Way Street), regia di Hugo Fregonese (1950)
- Il lattaio bussa una volta (The Milkman), regia di Charles Barton (1950)
- Venticinque minuti con la morte (Dial 1119), regia di Gerald Mayer (1950)
- Nei bassifondi di Los Angeles (Cry Danger), regia di Robert Parrish (1951)
- La spada di Montecristo (The Sword of Monte Cristo), regia di Maurice Geraghty (1951)
- La gang (The Racket), regia di John Cromwell (1951)
- Stella solitaria (Lone Star), regia di Vincent Sherman (1952)
- L'urlo dell'inseguito (Cry of the Hunted), regia di Joseph H. Lewis (1953)
- I cavalieri di Allah (The Desert Song), regia di H. Bruce Humberstone (1953)
- Furia bianca (The Naked Jungle), regia di Byron Haskin (1954)
- 5 contro il casinò (5 Against the House), regia di Phil Karlson (1955)
- Il conquistatore (The Conqueror), regia di Dick Powell (1956)
- Johnny Concho, regia di Don McGuire (1956)
- L'ultima cavalcata (The Ride Back), regia di Allen H. Miner (1957)
- Sciacalli si muore (Moonshine County Express), regia di Gus Trikonis (1977)

#### Televisione
- The Rough Riders – serie TV, episodio 1x06 (1958)
- L'uomo e la sfida (The Man and the Challenge) – serie TV, episodio 1x06 (1959)
- The Aquanauts – serie TV, episodio 1x15 (1961)
- Have Gun - Will Travel – serie TV, 2 episodi (1962)
- Corruptors (Target: The Corruptors) – serie TV, episodio 1x31 (1962)
- G.E. True – serie TV, episodio 1x01 (1962)
- L'ora di Hitchcock (The Alfred Hitchcock Hour) - serie TV - episodio 1x15 (1963)
- Indirizzo permanente (77 Sunset Strip) – serie TV, 4 episodi (1963-1964)
- La congiura (The Brotherhood of the Bell), regia di Paul Wendkos – film TV (1970)
- Ai confini dell'Arizona (The High Chaparral) - serie TV, episodio 4x02 (1970)
- Cannon - serie TV, 120 episodi (1971-1976)
- Nero Wolfe - serie TV, 14 episodi (1981)
- Quelli della pallottola spuntata (Police Squad) - serie TV, episodio 1x06 (1982)
- La signora in giallo (Murder, She Wrote) - serie TV, episodio 1x08 (1984)
- Jake & Jason Detectives (Jake and the Fatman) - serie TV, 103 episodi (1987-1992)

### Doppiatore
- Gunsmoke (1973) - Serie Tv
- Alla conquista del West (1978) - Serie Tv
- Il Signore degli Anelli (1981) - BBC Radio - Denethor
- Manimal (1983) - Serie Tv
- Hudson Hawk - Il mago del furto (Hudson Hawk), regia di Michael Lehmann (1990) - voce narrante

## Doppiatori italiani
- Luigi Pavese in Il conquistatore
- Cesare Polacco in I gangsters
- Carlo Romano in Anima e corpo, Il terrore corre sul filo, La gang
- Vinicio Sofia in Tensione
- Mario Bardella in Jake & Jason Detectives (s. 1-2)
- Saverio Moriones in Jake & Jason Detectives (s. 3-5)